# Borussia Körprich
Der SV Borussia Körprich 1912 e.V. ist ein deutscher Fußballverein mit Sitz im namensgebenden Ortsteil Körprich in der saarländischen Gemeinde Nalbach im Landkreis Saarlouis.

## Geschichte

### Gründung bis Nachkriegszeit
Der Verein wurde im Jahr 1912 gegründet, damit eine Gruppe von Fußballspielern, auch am geregelten Spielbetrieb teilnehmen konnte. Der Spielbetrieb kam durch den Ersten und Zweiten Weltkrieg, immer wieder zum Erliegen. Über die sportliche Spielklassenzugehörigkeit in diesen Zeiten ist nichts bekannt. Jedoch gab es nie einen Aufstieg zu feiern.
Nach dem Ende des Krieges wurde der Verein erneut gegründet, musste aber für das erste unter dem Namen Fußballverein Körperich geführt werden. Aber auch hier dümpelte der Verein noch in der untersten Spielklasse herum. Nach einer Spielklassenreform des SFB im Jahr 1950 sollte aber ein zweiter Platz ausreichen, um in die Kreisklasse I aufzusteigen. Hieraus stieg die Mannschaft jedoch sofort wieder in die Kreisklasse II ab. Im Jahr 1952 zum 40-jährigen Vereinsjubiläum konnte der Verein schließlich auch wieder seinen alten Namen annehmen. Am Ende der Saison 1952/52 gelang erstmals eine Meisterschaft und damit der erneute Aufstieg in die Kreisklasse I, nach einer Neueinteilung der Ligen wurde der Verein dann der A-Klasse Mittelsaar zugeordnet.

### Zeit in den Amateurligen bis Abstieg in die Kreisliga B
Die Saison 1958/59 schloss der Verein mit einem Vorsprung von acht Punkten als Meister ab und durfte somit in die 2. Amateurliga West aufsteigen. Hier sollte dann auch ein direkter Durchmarsch mit einer weiteren Meisterschaft und dem erneuten Aufstieg in die 1. Amateurliga Saar gelingen. Dies sollte zu dieser Zeit der höchstklassigste Verein mit der niedrigsten Einwohnerzahl bundesweit sein. Nach der ersten Spielzeit platzierte sich die Mannschaft mit 21:31 Punkten auf dem 11. Platz und konnte die Liga somit knapp halten. Der SC Heiligenwald sowie der FV 07 Diefflen hatten dabei dieselbe Punktzahl, womit die Borussia nur aufgrund des besseren Torverhältnis in der Klasse verbleiben durfte. In den darauffolgenden Spielzeiten konnte sich die Mannschaft jedoch in der oberen Hälfte festsetzen. Nach der Saison 1963/64 platzierte sich die Borussia jedoch nur mit 27:41 Punkten auf dem 16. Platz, womit der Verein wieder absteigen musste. Dort konnte sich die Mannschaft schließlich noch für sieben Jahre bis zur Saison 1970/71 halten, danach ging es wieder hinunter in die A-Klasse Westsaar. Nach diesem Abstieg ging es jedoch gleich sogar mit einem weiteren Abstieg in die B-Klasse weiter, welche zu dieser Zeit die niedrigste Spielklasse in der Region darstellte.
Daraufhin dauerte es drei Jahre bis zum Wiederaufstieg. Danach ging es aber bis zur Saison 1976/77 aber auch direkt wieder hoch in die Bezirksliga West. Im Jahr 1979 kam der Verein nach einer Neueinteilung der Klassen in die Landesliga Südwest. Ab 1984 ging es mit Abstiegen jedoch wieder bis in die Kreisliga B hinunter, welche nach der Saison 1987/88 erreicht wurde. Hier sollte der Verein eine lange Zeit überdauern. Erst nach der Saison 2000/01 gelang es schließlich als Meister wieder in die Kreisliga A aufzusteigen.

### Heutige Zeit
Nach einer starken Abwanderung von Jugendspielern in der Saison 2004/05 kam es im Jahr 2005 zur Bildung einer Spielgemeinschaft mit dem SSV Bilsdorf zur SG Körprich-Bilsdorf. Zu dieser Zeit befand sich die erste Mannschaft immer noch in der Kreisliga A. Gemeinsam schafften die Spieler somit den Aufstieg in die Bezirksliga Merzig-Wadern, in welcher am Ende der Spielzeit 2011/12 sogar die Meisterschaft gefeiert werden konnte. Dabei hatte die Mannschaft mit 93 Punkten am Ende einen Vorsprung von 20 Punkten auf den Verfolger FC Brotdorf. Damit stieg die SG auch in die Landesliga West auf. Dort spielte der Verein von Anfang an gut mit und musste nur selten sich in den Abstiegskampf begeben. Nach der Spielzeit 2017/18 gelang mit 66 Punkten über den zweiten Platz gar die Qualifikation für ein Entscheidungsspiel um den Aufstieg in die Verbandsliga. Dieses wurde jedoch mit 4:3 n. E. beim FV Bischmisheim verloren. Somit spielt die Mannschaft bis heute in der Landesliga weiter.